# Jaroslav II di Černihiv
Jaroslav II Vsevolodovič (in russo Ярослав Всеволодович?; 1139 – 1198), noto anche come Jaroslav II di Černihiv, fu principe di Ropesk (1146 circa-1166), di Starodub (1166-1176) e di Černihiv (1176-1198). Discendeva dal ramo Olgoviči della dinastia rjurikide.

## Biografia

### Primi anni
Jaroslav era il secondo figlio del principe Vsevolod II Olgovič, che in seguito divenne principe di Kiev, e di Maria Mstislavna di Kiev (figlia a sua volta del principe Mstislav I di Kiev). Suo padre morì il 1° agosto 1146. Iniziò la sua carriera politica come principe di Ropesk (una città situata a sud-ovest di Starodub).
Nel 1162, il fratello minore del principe Rostislav I Mstislavič di Kiev, Vladimiro III Mstislavič, conquistò Slučesk, che era appartenuta agli Olgoviči. Il 15 febbraio 1164 morì Svjatoslav II Olgovič.
Nella primavera del 1166 morì il principe Svyatislav Vladimirovič di Vščiž, rimasto verosimilmente senza eredi. Svjatoslav III Vsevolodovič, in qualità di principe anziano degli Olgoviči, aveva l'autorità di assegnare i domini del sovrano defunto e cedette Starodub a Jaroslav. Tuttavia, il loro cugino, il principe Oleg Svjatoslavič di Novgorod-Severskij, contestò il trattamento preferenziale riservato dal principe anziano alla sua famiglia.
All'inizio del 1168, il gran principe Mstislav II Izjaslavič di Kiev chiese ai principi della Rus' di aiutarlo ad attaccare i Cumani; Gli Olgoviči inviarono Jaroslav, suo fratello Svjatoslav Vsevolodovič, così come i loro cugini Oleg e Vsevolod Svjatoslavič.
Tra l'8 e il 12 marzo 1169 il forte esercito di Andrea Bogoljubskij eseguì un feroce sacco di Kiev, In seguito a queste vicende, sul trono cittadino fu insediato Gleb Jur'evič. Tuttavia, quando il gran principe detronizzato attaccò Kiev nel febbraio del 1170, Jaroslav e suo fratello gli inviarono delle truppe.
Oleg Svjatoslavič e i suoi fratelli attaccarono Starodub (la città di Jaroslav), mentre il principe Jaroslav Izjaslavič di Luc'k e i Rostislavič saccheggiarono le città del fratello di Jaroslav. Tuttavia, Oleg Svjatoslavič e i suoi fratelli non riuscirono a catturare Starodub e accettarono le condizioni di pace.

### Principe di Černihiv
Il 22 luglio 1176, il fratello di Jaroslav, Svjatoslav Vsevolodovič, occupò Kiev e promosse Jaroslav a Černigov. All'inizio del 1181, il fratello di Jaroslav, che era stato allontanato da Kiev, lanciò una campagna contro il principe Vsevolod III Jur'evič di Suzdal'.
Svjatoslav Vsevolodovič, che aveva riconquistato Kiev, e il principe Rurik Rostislavič di Belgorod contrastarono i Cumani che stavano razziando le terre di Perejaslavl'. Quell'estate Svjatoslav Vsevolodovič lanciò una grande campagna contro i Cumani, ma Jaroslav si astenne dalle operazioni belliche.
Nell'aprile del 1185, Igor Svjatoslavič invitò Jaroslav a unirsi a un'offensiva contro i Cumani, ma Jaroslav non vi partecipò e i suoi figli erano ancora troppo giovani per combattere. Al suo posto nominò Olstin Oleksič insieme ai Kovui (gli ausiliari pagani che combattevano al servizio degli Olgoviči) dalla zona di Černihiv. Dopo aver appreso della sconfitta di suo cugino presso il fiume Kayala, Svjatoslav Vsevolodovič domandò l'accorso di nuovi uomini a Jaroslav. Dopo essere fuggito dalla prigionia, Igor Svjatoslavič visitò Jaroslav e Černihiv per chiedere assistenza militare.
Nell'inverno del 1187, Svjatoslav Vsevolodovič si recò personalmente a Černihiv per radunare le truppe della dinastia per guidare una campagna contro i Cumani che avevano saccheggiato il distretto di Tatinec, un guado sul fiume Dnepr. Sebbene Yaroslav si unisse alla spedizione e si spingesse fino al fiume Samara, si rifiutò di proseguire e tornò a casa.
Suo fratello morì alla fine di luglio del 1194 e prima della sua dipartita, Svjatoslav Vsevolodovič convocò Rurik Rostislavič, avvisandolo che ne sarebbe stato il suo successore.
Nel 1195, il principe Romano Mstislavič di Volinia iniziò a cospirare contro suo suocero, il principe Rurik Rostislavič. Quando Romano chiese aiuto, Jaroslav acconsentì senza remore. Le due parti si scontrarono il 12 marzo e Mstislav Romanovič sconfisse le truppe di Oleg Svjatoslavič; Tuttavia, i principi di Polack accorsi in aiuto di Oleg Svjatoslavič sconfissero gli uomini di Mstislav Romanovič e lo catturarono.
Jaroslav propose la pace a Vsevolod Jur'evič tramite inviati, e anche quest'ultimo inviò degli inviati per negoziare con Jaroslav. Vsevolod Jur'evič modificò i termini dei Rostislavič per promuovere i propri interessi: chiese a Jaroslav di liberare Mstislav Romanovič e che Jaroslav interrompesse la sua alleanza con Romano.
Il Lyubetkiy sinodik afferma che Jaroslav si avvicinò al monachesimo e prese il nome di Basilio. Fu sepolto nella cattedrale di San Salvatore di Černihiv accanto al nonno Oleg.

## Discendenza
Prima del 1171, Jaroslav sposò Irene, da cui ebbe i seguenti figli:
- Principe Rostislav Jaroslavič di Snovsk (24 giugno 1171 – dopo il 1212 / prima del 1223);
- Principe Jaropolk III Jaroslavič di Novgorod (? – dopo il 1214 / prima del 1223);
- Una figlia dal nome ignoto, moglie del principe Vladimiro Glebovič di Pereyaslavl'.

## Ascendenza
|                          |                       |                         | Genitori                |  |  | Nonni |  |  | Bisnonni              |  |  | Trisnonni            |  |
|                          |                       |                         |                         |  |  |       |  |  | Svjatoslav II di Kiev |  |  | Jaroslav I il Saggio |  |
|                          |                       |                         |                         |  |  |       |  |  | Svjatoslav II di Kiev |  |  | Jaroslav I il Saggio |  |
|                          |                       | Ingegerd Olofsdotter    |                         |  |  |       |  |  | Svjatoslav II di Kiev |  |  |                      |  |
| Oleg I Svjatoslavič      |                       |                         |                         |  |  |       |  |  | Svjatoslav II di Kiev |  |  |                      |  |
|                          |                       | Kilikia von Ditmarschen | Etheler di Ditmarschen  |  |  |       |  |  |                       |  |  |                      |  |
|                          |                       | Kilikia von Ditmarschen | Etheler di Ditmarschen  |  |  |       |  |  |                       |  |  |                      |  |
|                          |                       | Kilikia von Ditmarschen | Ida di Elsdorf          |  |  |       |  |  |                       |  |  |                      |  |
| Vsevolod II Olgovič      |                       | Kilikia von Ditmarschen |                         |  |  |       |  |  |                       |  |  |                      |  |
|                          |                       | …                       | …                       |  |  |       |  |  |                       |  |  |                      |  |
|                          |                       | …                       | …                       |  |  |       |  |  |                       |  |  |                      |  |
|                          |                       | …                       | …                       |  |  |       |  |  |                       |  |  |                      |  |
| Teofano Musalonissa      |                       | …                       |                         |  |  |       |  |  |                       |  |  |                      |  |
|                          |                       | …                       | …                       |  |  |       |  |  |                       |  |  |                      |  |
|                          |                       | …                       | …                       |  |  |       |  |  |                       |  |  |                      |  |
|                          |                       | …                       | …                       |  |  |       |  |  |                       |  |  |                      |  |
| Jaroslav II Vsevolodovič |                       | …                       |                         |  |  |       |  |  |                       |  |  |                      |  |
|                          | Vladimiro II Monomaco | Vsevolod I di Kiev      |                         |  |  |       |  |  |                       |  |  |                      |  |
|                          | Vladimiro II Monomaco | Vsevolod I di Kiev      |                         |  |  |       |  |  |                       |  |  |                      |  |
|                          | Vladimiro II Monomaco | Maria (Irina)           |                         |  |  |       |  |  |                       |  |  |                      |  |
| Mstislav I di Kiev       | Vladimiro II Monomaco |                         |                         |  |  |       |  |  |                       |  |  |                      |  |
|                          |                       | Gytha del Wessex        | Aroldo II d'Inghilterra |  |  |       |  |  |                       |  |  |                      |  |
|                          |                       | Gytha del Wessex        | Aroldo II d'Inghilterra |  |  |       |  |  |                       |  |  |                      |  |
|                          |                       | Gytha del Wessex        | Ealdgyth                |  |  |       |  |  |                       |  |  |                      |  |
| Maria Mstislavna di Kiev |                       | Gytha del Wessex        |                         |  |  |       |  |  |                       |  |  |                      |  |
|                          |                       | Ingold I di Svezia      | Stenkil Ragnvaldson     |  |  |       |  |  |                       |  |  |                      |  |
|                          |                       | Ingold I di Svezia      | Stenkil Ragnvaldson     |  |  |       |  |  |                       |  |  |                      |  |
|                          |                       | Ingold I di Svezia      | Ingamoder               |  |  |       |  |  |                       |  |  |                      |  |
| Cristina di Svezia       |                       | Ingold I di Svezia      |                         |  |  |       |  |  |                       |  |  |                      |  |
|                          |                       | Elena di Svezia         | …                       |  |  |       |  |  |                       |  |  |                      |  |
|                          |                       | Elena di Svezia         | …                       |  |  |       |  |  |                       |  |  |                      |  |
|                          |                       | Elena di Svezia         | …                       |  |  |       |  |  |                       |  |  |                      |  |
|                          |                       | Elena di Svezia         |                         |  |  |       |  |  |                       |  |  |                      |  |